# جیم جورج (وزنه‌بردار)
جیم جورج (انگلیسی: Jim George؛ زادهٔ ۱ ژوئن ۱۹۳۵) وزنه‌بردار اهل ایالات متحده آمریکا است.
وی در مسابقات کشوری و بین‌المللی در مجموع برندهٔ ۱ مدال طلا، ۳ مدال نقره، ۳ مدال برنز شده‌است.